# Día de la Victoria
Para la primera celebración de 1945, véase Desfile de la Victoria de Moscú de 1945
Se denomina Día de la Victoria (en ruso: День Победы, romanizado: Den' Pobedy) a la celebración de la victoria de la Unión Soviética sobre la Alemania nazi el 9 de mayo de 1945 en la Segunda Guerra Mundial, o Gran Guerra Patriótica (en ruso: Великая Отечественная Война, romanizado: Velíkaya Otéchestvennaya Voiná), como se la denominó en la Unión Soviética. Es día festivo en Rusia, Bielorrusia y en la mayoría de las antiguas repúblicas soviéticas. En el caso de Rusia, se siguen haciendo desfiles militares frente al Kremlin.
La Alemania nazi, representada por el Generalfeldmarschall Wilhelm Keitel, firmó la rendición incondicional el 8 de mayo de 1945 a las 22:43 hora central europea (9 de mayo a las 0:43 hora de Moscú), ante el Mariscal del Ejército Rojo Gueorgui Zhúkov, poniendo fin así a la Segunda Guerra Mundial en el continente europeo. La diferencia horaria explica por qué en los países occidentales la victoria se celebra el 8 de mayo (Día de la Victoria en Europa), mientras que en la Europa Oriental se celebra el 9 de mayo.
El Día de la Victoria no fue conmemorado de modo generalizado en la URSS hasta después de veinte años, en 1965. Tras la disolución de la URSS se dejaron de celebrar los desfiles durante unos años, hasta que en 1995 se retomó la tradición en Rusia. Desde entonces, los desfiles en la Plaza Roja se han venido realizando anualmente, aunque el desfile militar se ha trasladado a la Colina Poklónnaya.
En el año 2005, al conmemorarse los sesenta años de la derrota de los nazis, el desfile en la Plaza Roja contó de nuevo con la técnica militar.
En esta fecha tradicionalmente se organizan desfiles militares (tanto de tropas «históricas» como contemporáneas) y de los veteranos, se colocan coronas en la Tumba del Soldado Desconocido, culminando la celebración con fuegos artificiales por toda la ciudad de Moscú.

## Historia

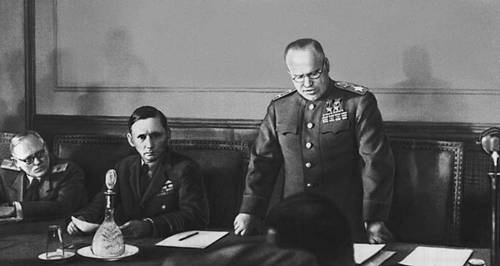
El Mariscal Zhúkov leyendo la capitulación alemana. Sentado a su derecha está Mariscal en jefe aéreo Arthur Tedder.

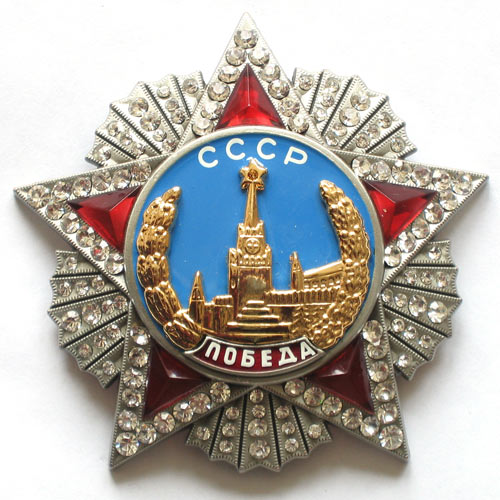
Orden de la Victoria soviética.

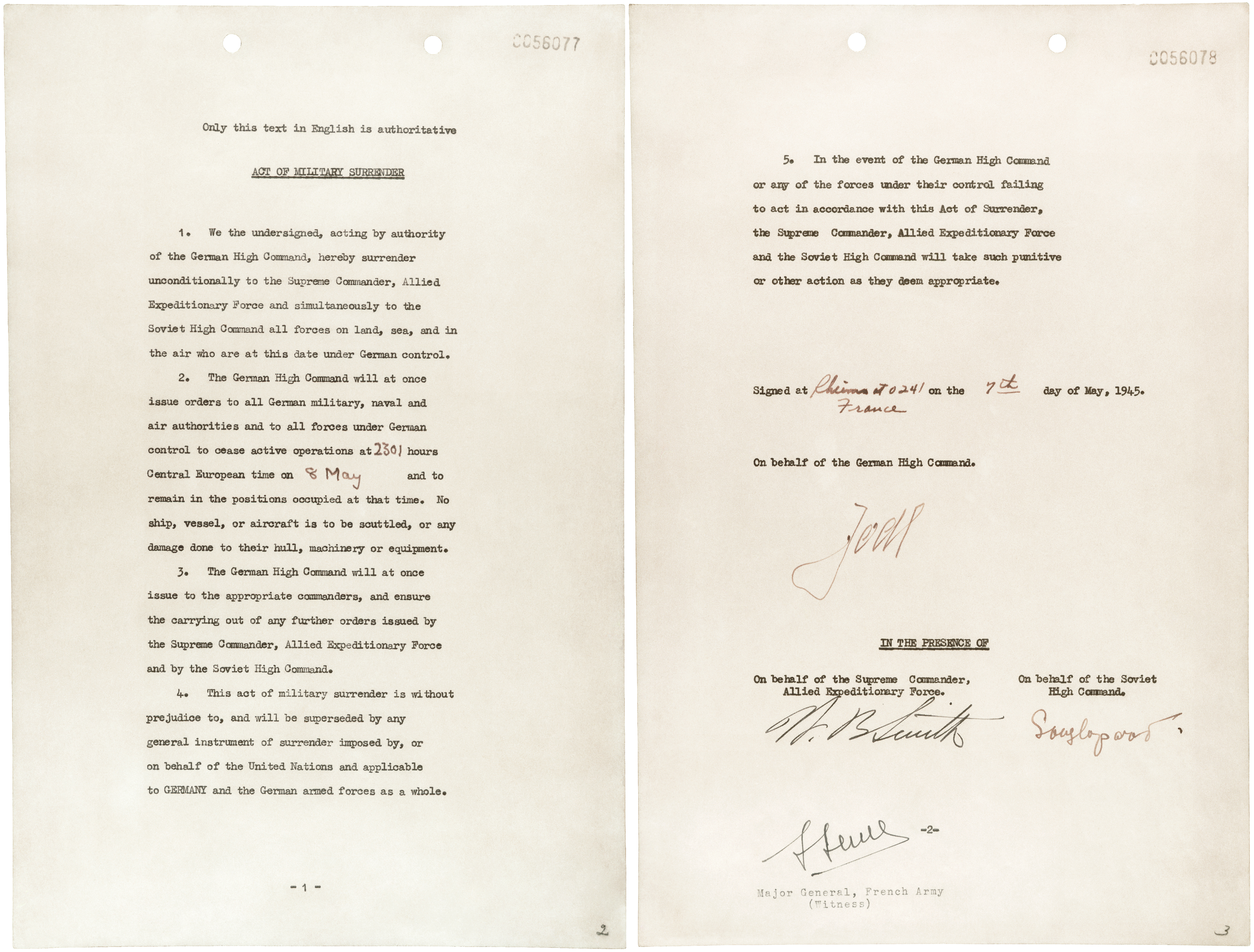
Primer documento de rendición de la Capitulación alemana de mayo de 1945 firmado en Reims, Francia.

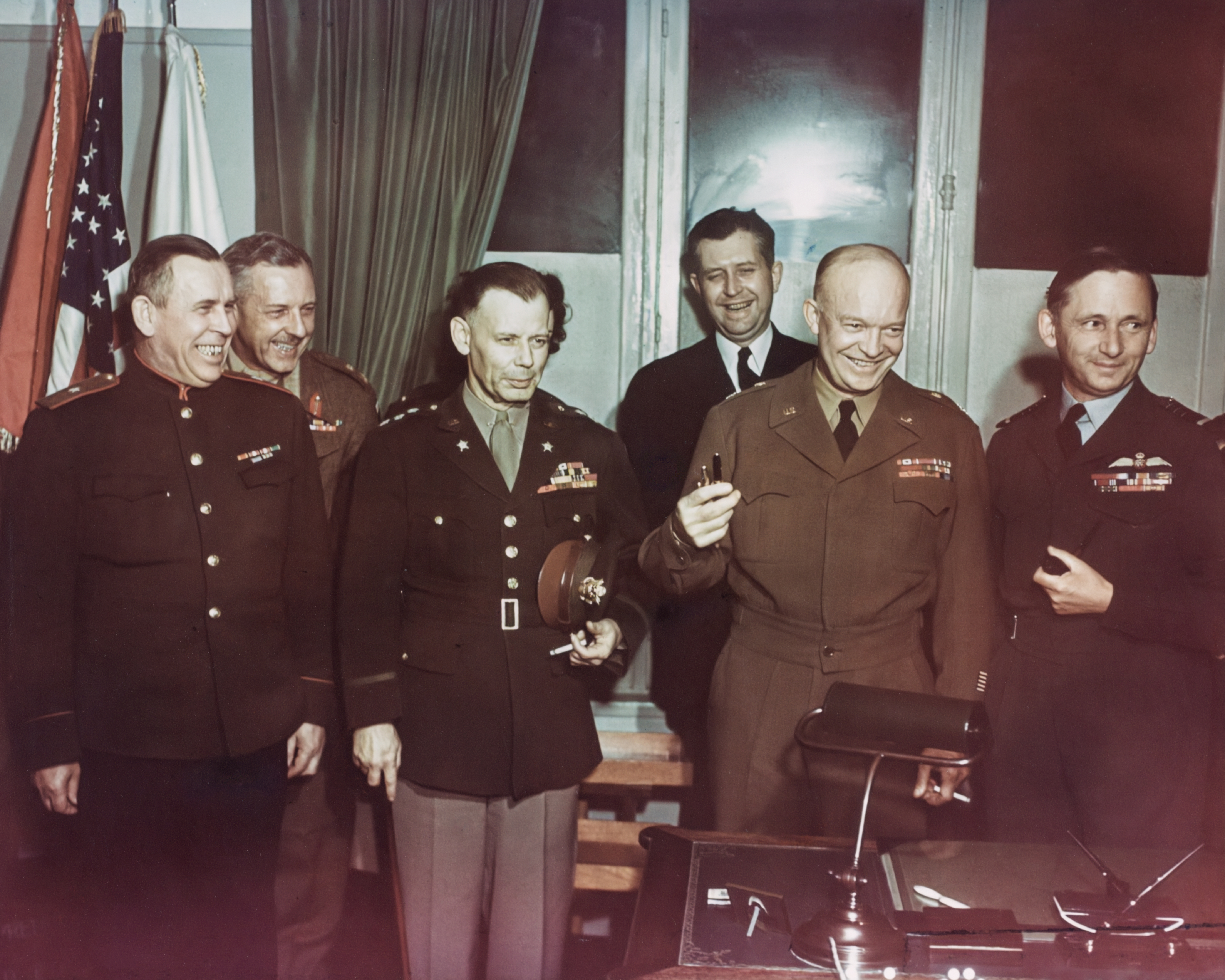
La capitulación alemana firmada en Reims (el general Suslopárov es el primero por la izquierda).

Dos capitulaciones separadas tuvieron lugar en el momento. En primer lugar, la rendición para las naciones aliadas en Reims firmada el 7 de mayo de 1945, precisamente el 8 de mayo a las 23:01 en la hora central europea. Esta fecha se conoce comúnmente como el Día de la Victoria en Europa en los países de la zona occidental europea. El otro Día de la Victoria de la Segunda Guerra Mundial, el Día de la Victoria sobre Japón es conmemorado en agosto y tiene una importancia considerablemente menor en Europa.
Sin embargo, el único representante de la Unión Soviética en Reims fue general Iván Suslopárov, el comandante militar de la misión de enlace. El alcance de la autoridad del general Suslopárov no está totalmente clara, y no tuvo medios de contacto inmediato con el Kremlin, pero igual decidió firmar por el lado soviético. Suslopárov fue tomado por sorpresa, ya que no tenía instrucciones de Moscú. Pero si no firmaba, habría arriesgado una rendición alemana sin la participación de la Unión Soviética. Sin embargo, señaló que podría ser reemplazado por una nueva versión en el futuro. Más tarde Iósif Stalin se disgustó por estos acontecimientos, creyendo que la rendición alemana debería haber sido aceptada solo por el enviado del mando supremo de la URSS y firmada sólo en Berlín, además insistió en que el protocolo de Reims fuera considerado preliminar, para dejar que la ceremonia principal se llevara a cabo en Berlín, donde el Mariscal Georgi Zhúkov estaba en ese momento, como este último relató en sus memorias:

[Citando a Stalin:] "Hoy, en Reims, los alemanes firmaron el acta preliminar de una rendición incondicional. Sin embargo, la principal contribución, fue hecha por el pueblo soviético y no por los aliados, por lo tanto, la capitulación debe firmarse frente al Comando Supremo de todos los países de la coalición anti Hitler y no sólo frente al Comando Supremo de las fuerzas aliadas. Por otra parte, no estoy de acuerdo con que la rendición no haya sido firmada en Berlín, que fue el centro de la agresión nazi. Nos pusimos de acuerdo con los aliados para considerar al protocolo de Reims como preliminar."

Por lo tanto, otra ceremonia fue organizada en una casa que sobrevivió en las afueras de Berlín al finalizar el 8 de mayo, cuando ya era 9 de mayo en Moscú debido a la diferencia de husos horarios. El Mariscal de Campo Wilhelm Keitel presentó la capitulación de la Wehrmacht al Mariscal Georgi Zhúkov en el cuartel general del ejército soviético en Berlín-Karlshorst.

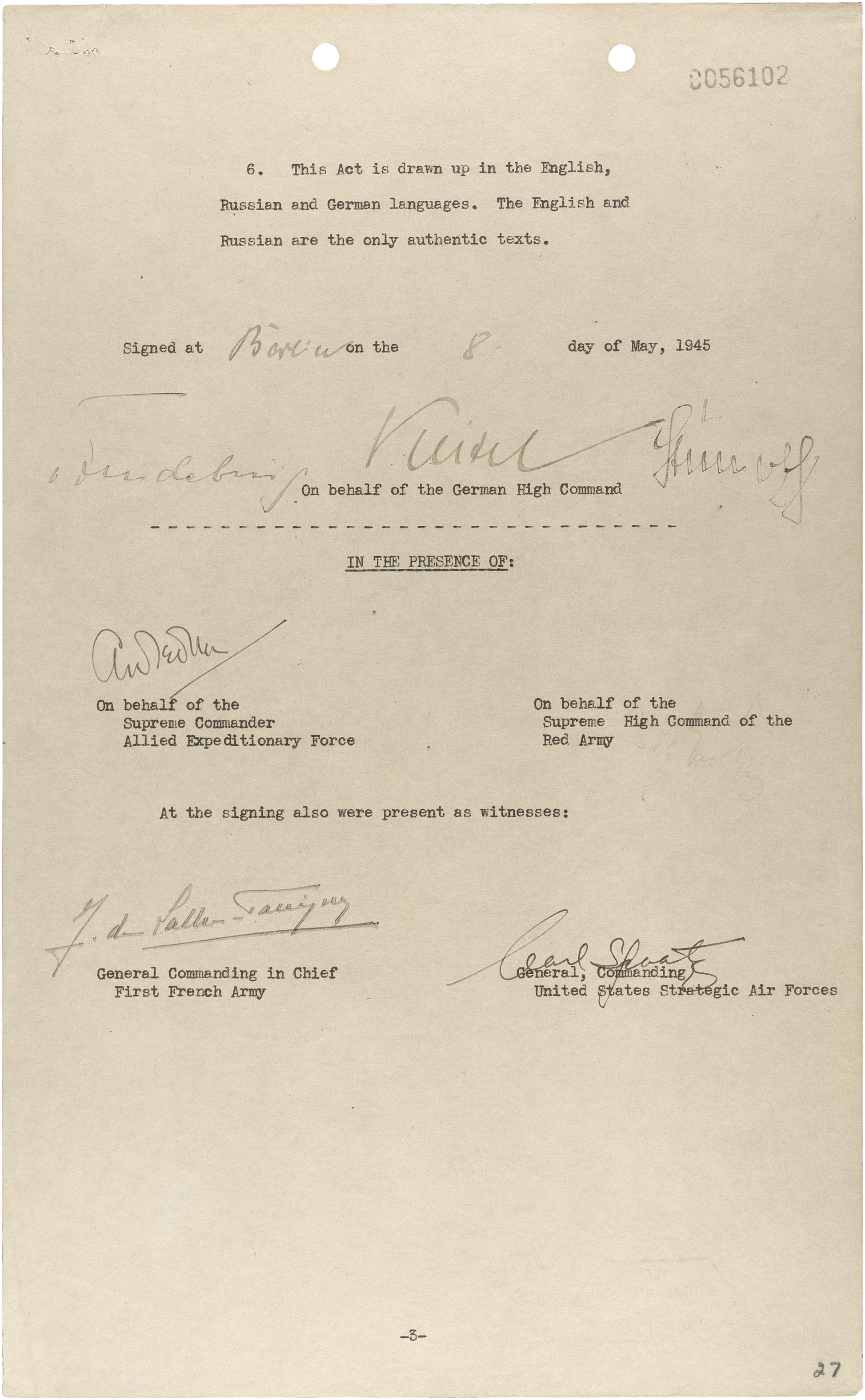
Documento de Capitulación alemana de mayo de 1945 firmado por el Almirante General Hans-Georg von Friedeburg como Comandante en Jefe de Armada Alemana; el Mariscal de Campo Wilhelm Keitel del Oberkommando der Wehrmacht y representante del Ejército Alemán; Coronel General Hans-Jürgen Stumpff como representante de la Fuerza Aérea Alemana; el Jefe Mariscal del Aire Arthur Tedder como Comandante Supremo Adjunto de la Fuerza Expedicionaria Aliada y el Mariscal Gueorgui Zhúkov del Ejército Rojo; y como testigos, el general Jean de Lattre de Tassigny comandante del Primer Ejército Francés y el general Carl Spaatz comandante de las Fuerzas Aéreas Estratégicas de los Estados Unidos.

## Celebración
Durante la existencia de la Unión Soviética, el 9 de mayo se celebró en toda la Unión y en los países del Bloque del Este. Aunque la conmemoración fue introducida en muchas repúblicas soviéticas aproximadamente entre 1946 y 1950, sólo se convirtió en un día no laboral en las RSS de Ucrania (1963) y de Rusia (1965). En esta última, el día no laborable se dio en uno de los días de la semana (normalmente un lunes) a partir de 1966, si el 9 de mayo caía en un fin de semana (el sábado o el domingo).
La celebración del Día de la Victoria continuó durante los años siguientes. La guerra se convirtió en un tema de gran importancia en el cine, la literatura, las lecciones de la historia en la escuela, en los medios de comunicación y en las artes. El ritual de la celebración obtuvo gradualmente un carácter distintivo con una serie de elementos similares: reuniones ceremoniales, discursos, conferencias, recepciones y fuegos artificiales.
Después del deterioro del comunismo en Europa Central y Oriental, la mayoría antiguos países de la URSS retuvieron la celebración, aunque formalmente no es celebrada por algunos de ellos. En Rusia durante los años 90 el 9 de mayo no se celebró masivamente, porque las manifestaciones masivas al estilo soviético no encajaban con la forma en que los liberales que estaban en el poder en Moscú se comunicaban con los residentes del país. La situación cambió cuando Vladímir Putin llegó al poder. Comenzó a promover el prestigio de la historia y el gobierno soviético, todas las fiestas nacionales y conmemoraciones se convirtieron en una fuente para la autoestima nacional. Desde entonces el Día de la Victoria en Rusia ha estado cada vez más convirtiéndose en una alegre celebración en la que la cultura popular juega un gran papel. La celebración del 60.º aniversario del Día de la Victoria de Rusia en 2005 se convirtió en la mayor fiesta nacional y popular desde el colapso de la Unión Soviética. Sin embargo, este fue superado en 2015, en el 70.º aniversario de la victoria sobre la Alemania nazi, donde participaron 16.000 soldados rusos, 1300 soldados de otros 10 países, alrededor de 200 vehículos blindados, 150 aviones y helicópteros artillados; en aquella ocasión, el presidente ruso Vladímir Putin, además del tradicional discurso, anunció un minuto de silencio en memoria de las víctimas soviéticas: 27 millones de muertos.

### Países en los que se celebra el 9 de mayo

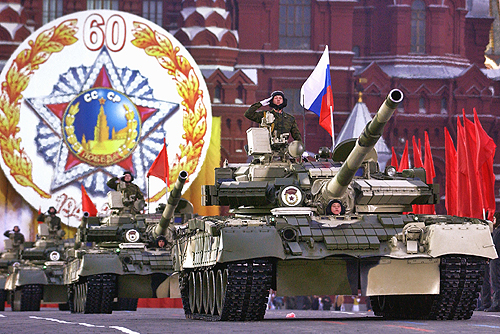
Desfile del Día de la Victoria de 2005 en la Plaza Roja de Moscú.

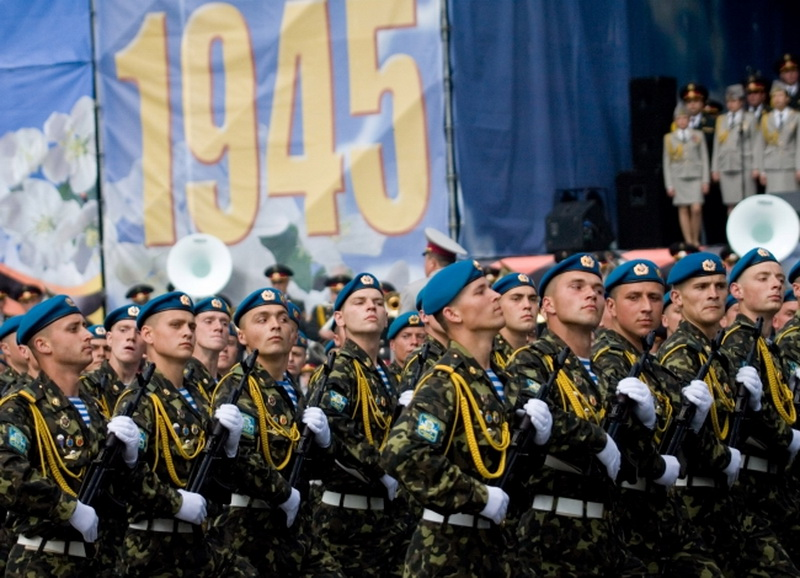
Paracaidistas ucranianos en desfile del Día de la Victoria en la calle Khreshchatyk de Kiev en 2010.

Bandera militar histórica. Fue izada en el Reichstag en Berlín, en 1945. Sus copias se usan para festejar el Día de la Victoria.

- Armenia ha reconocido oficialmente al 9 de mayo desde 1946;
- Azerbaiyán ha reconocido oficialmente al 9 de mayo desde 1946;
- Bielorrusia ha reconocido oficialmente al 9 de mayo desde 1946 y lo consideró un día no laboral en el pasado;
- Bosnia y Herzegovina ha reconocido oficialmente al 9 de mayo como el Día de la Victoria sobre el Fascismo, y en la República Serbia de Bosnia es considerado como un día no laborable.[6]
- Georgia ha reconocido oficialmente al 9 de mayo desde 1946;
- República Democrática Alemana reconoció al Tag des Sieges (Día de la Victoria) el 9 de mayo como un día festivo entre 1975 y el fin de la república en 1990. Antes, el Tag der Befreiung (Día de la liberación) se celebró el 8 de mayo como día festivo, desde 1950 hasta 1966, y en el 40.º aniversario en 1985.
- Alemania no reconoce oficialmente al 9 de mayo como día festivo. Sin embargo, las celebraciones continúan teniendo lugar en algunas zonas de la antigua República Democrática Alemana. Además, el estado alemán de Mecklenburgo-Pomerania Occidental, desde 2002 ha reconocido al 8 de mayo como día conmemorativo Tag der Befreiung vom Nationalsozialismus und der Beendigung des 2. Weltkrieges (Día de la Liberación del nacionalsocialismo, y el fin de la Segunda Guerra Mundial).[7]
- Israel ha reconocido oficialmente al 9 de mayo como una fecha de conmemoración desde el año 2017.
- Kazajistán ha reconocido oficialmente al 9 de mayo desde 1947. Es un día no laborable. La fiesta se celebra a veces en conexión a otros días festivos los días 10 y 11 de mayo.
- Kirguistán ha reconocido oficialmente al 9 de mayo desde 1946;
- Moldavia ha reconocido oficialmente al 9 de mayo desde 1951;
- Rusia ha reconocido oficialmente al 9 de mayo desde 1946 y lo considera un día no laborable, incluso si cae en un fin de semana (en cuyo caso cualquier lunes siguiente será no laborable);
- Serbia celebra el 9 de mayo como el Día de la Victoria sobre el fascismo, pero es un día laborable. Sin embargo muchas personas se reúnen para celebrar el aniversario con los veteranos de guerra, incluidos los del ejército serbio, el ministro de Defensa y el presidente.
- Tayikistán ha reconocido oficialmente al 9 de mayo desde 1946;
- Turkmenistán ha reconocido oficialmente al 9 de mayo desde 1946;
- Ucrania ha reconocido oficialmente al 9 de mayo desde 1946 y lo considera un día no laborable, incluso si cae en un fin de semana (en cuyo caso cualquier lunes siguiente será no laborable);[a]
- Uzbekistán ha reconocido oficialmente al 9 de mayo desde 1946 hasta 1988. A partir de 1999, la fiesta fue restaurada como el "Memoria/Día de los Caídos".[8]

Las poblaciones de rusohablantes en muchos países del mundo celebran la fiesta independientemente de su condición de local. Muchas comunidades rusas en los Estados Unidos y Canadá, también, por ejemplo en Estonia, Letonia, Lituania organizan reuniones públicas y hasta desfiles en esta fecha. En Europa, algunas cadenas de televisión de difusión multilenguaje traducen el "discurso de la victoria" del Presidente ruso y el desfile en la Plaza Roja.
- Naciones Unidas: en 2005 la Asamblea General de la ONU incluye el 9 de mayo, junto al día 8, como Días del Recuerdo y la Reconciliación en Conmemoración de la Segunda Guerra Mundial.[12]

## Galería de imágenes

Cinta de San Jorge: emblema de la acción patriótica del mismo nombre dedicada a la celebración del Día de la Victoria (se realiza desde 2005).
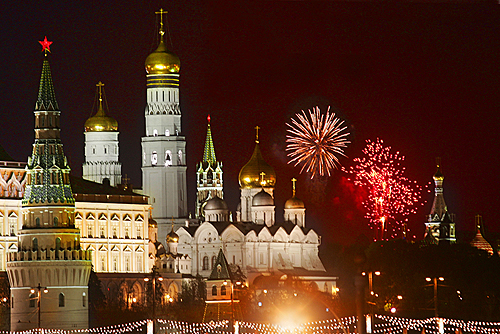
El Día de la Victoria, celebraciones en Moscú, 9 de mayo de 2005.
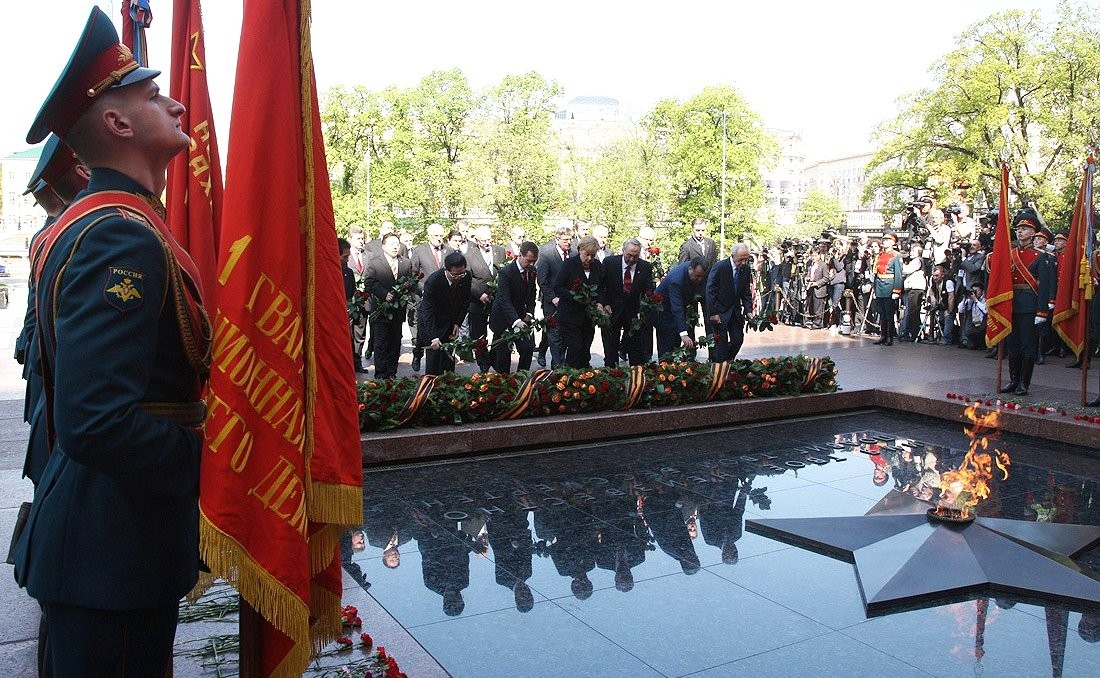
Tumba del Soldado Desconocido. Moscú, 9 de mayo de 2010.
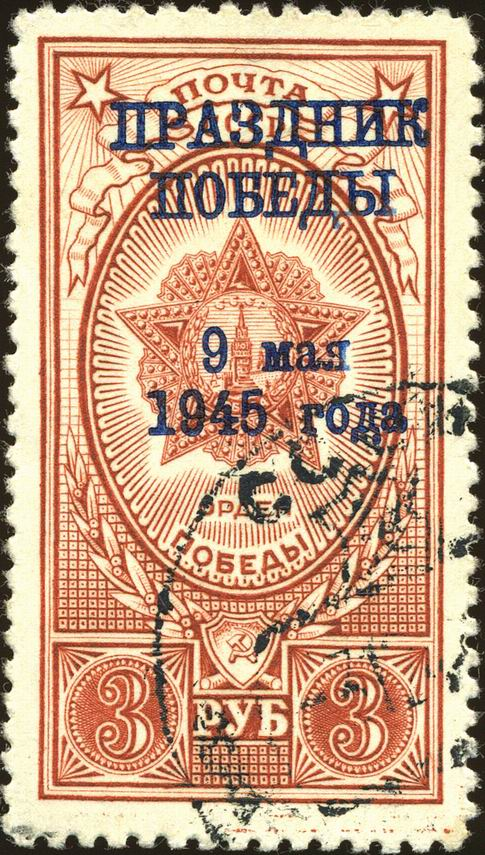
Sello postal soviético "Fiesta de la Victoria" (Праздник Победы - Prazdnik Pobedy). URSS, 1945.
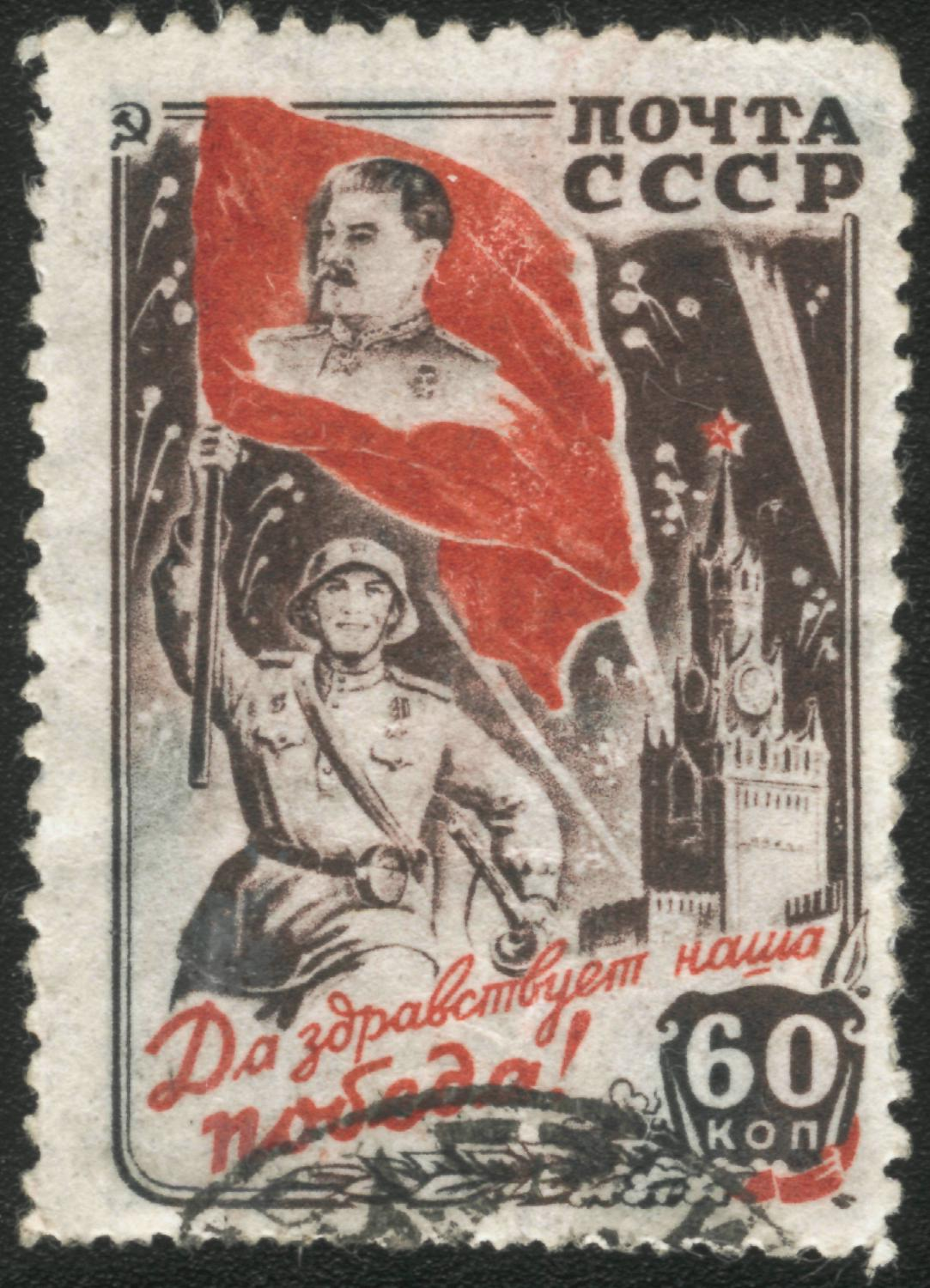
Sello postal soviético "!Viva nuestra Victoria¡" (Да здравствует наша Победа! - Da zdravstvuet nasha Pobeda!). URSS, 1945.